# North Dayi District
Koordinaten: 6° 53′ N, 0° 17′ O
Der North Dayi District ist einer der 18 Distrikte der Volta Region im Osten Ghanas mit einer Gesamtfläche von 461 Quadratkilometern. Der Distrikt hatte im Jahr 2021 39.268 Einwohner.

## Geographie
North Dayi liegt am östlichen Ufer des Voltasee und wird im Norden vom Kpando Municipal District und im Osten vom Afadzato South District begrenzt.  Außerdem gibt es auf dem Voltasee Distriktgrenzen zum South Dayi District, dem Kwahu Afram Plains North District der Eastern Region und dem Biakoye District der Oti Region.